# Sportclub Sand 1946 2021-2022 (calcio femminile)
Questa voce raccoglie le informazioni riguardanti lo Sportclub Sand 1946 nelle competizioni ufficiali della stagione 2021-2022.

## Divise e sponsor
Il main sponsor era Feger Bau mentre quello tecnico, fornitore delle tenute da gioco, era Erima.
|  | Casa | Trasferta |

## Organigramma societario
Area tecnica
- Allenatore: Matthias Frieböse (dall'11 luglio 2021 al 9 novembre 2021)
- Allenatore: Alexander Fischinger (dall'11 novembre 2021)
- Allenatore in seconda:
- Allenatore dei portieri:
- Preparatori atletici:

## Rosa
Rosa, ruoli e numeri di maglia come da sito societario, aggiornati al 26 gennaio 2022, integrata dal sito della Federcalcio tedesca (DFB)..
| N. |                        | Ruolo | Calciatrice           |
| -- | ---------------------- | ----- | --------------------- |
| 1  | Austria (bandiera)     | P     | Jasmin Pal            |
| 2  | Germania (bandiera)    | D     | Fatma Sakar           |
| 3  | Stati Uniti (bandiera) | D     | Vicky Bruce           |
| 4  | Francia (bandiera)     | C     | Marion Gavat          |
| 5  | Stati Uniti (bandiera) | A     | Summer Green          |
| 7  | Germania (bandiera)    | C     | Chiara Loos           |
| 8  | Paesi Bassi (bandiera) | C     | Dominique Bruinenberg |
| 9  | Germania (bandiera)    | A     | Dörthe Hoppius        |
| 10 | Austria (bandiera)     | D     | Marina Georgieva      |
| 11 | Germania (bandiera)    | A     | Leonie Kreil          |
| 12 | Germania (bandiera)    | P     | Sarah-Lisa Dübel      |

| N. |                                | Ruolo | Calciatrice          |
| -- | ------------------------------ | ----- | -------------------- |
| 13 | Germania (bandiera)            | D     | Michaela Brandenburg |
| 14 | Germania (bandiera)            | D     | Noemi Gentile        |
| 15 | Nigeria (bandiera)             | C     | Patricia George      |
| 17 | Germania (bandiera)            | C     | Emily Evels          |
| 18 | Austria (bandiera)             | C     | Lena Triendl         |
| 19 | Danimarca (bandiera)           | C     | Molli Plasmann       |
| 21 | Paesi Bassi (bandiera)         | P     | Isabella Scheerder   |
| 22 | Saint Kitts e Nevis (bandiera) | C     | Phoenetia Browne     |
| 23 | Polonia (bandiera)             | C     | Patrycja Balcerzak   |
| 27 | Scozia (bandiera)              | A     | Kathleen McGovern    |
| 29 | Stati Uniti (bandiera)         | D     | Adrienne Jordan      |

## Calciomercato

### Sessione estiva
| Acquisti | Acquisti              | Acquisti         | Acquisti   |
| R.       | Nome                  | da               | Modalità   |
| -------- | --------------------- | ---------------- | ---------- |
| D        | Victoria Bruce        | Fortuna Hjørring | definitivo |
| C        | Dominique Bruinenberg | PEC Zwolle       | definitivo |
| C        | Lena Triendl          | Wacker Innsbruck | definitivo |

| Cessioni | Cessioni         | Cessioni         | Cessioni                       |
| R.       | Nome             | a                | Modalità                       |
| -------- | ---------------- | ---------------- | ------------------------------ |
| P        | Jacintha Weimar  | Feyenoord        | definitivo                     |
| P        | Jule Baum        | Friburgo         | definitivo                     |
| D        | Myrthe Moorrees  | Colonia          | definitivo                     |
| C        | Dina Blagojević  | Bayer Leverkusen | definitivo                     |
| A        | Phoenetia Browne | Sand II          | aggregata alla squadra riserve |

### Sessione invernale
| Acquisti | Acquisti          | Acquisti       | Acquisti   |
| R.       | Nome              | da             | Modalità   |
| -------- | ----------------- | -------------- | ---------- |
| P        | Victoria Esson    | Avaldsnes      | definitivo |
| D        | Shay Perl         | Ramat HaSharon | definitivo |
| A        | Kathleen McGovern | Celtic         | definitivo |

| Cessioni | Cessioni | Cessioni | Cessioni |
| R.       | Nome     | a        | Modalità |
| -------- | -------- | -------- | -------- |
|          |          |          |          |

## Risultati

### Frauen-Bundesliga

#### Girone di andata
| Arbitro: | Joos (Leinfelden-Echterdingen) |

|                          |           |             |
| Freigang 38’, 46’ (rig.) | Marcatori | 70’ Hoppius |

| Arbitro: | Wacker (Marbach am Neckar) |

|  |           |                                    |
|  | Marcatori | 20’ Dallmann 37’ Glas 55’ Schüller |

| Arbitro: | Westerhoff (Bochum) |

|                                                 |           |  |
| Roordr 37’ Evels 41’ (aut.) Huth 54’ Starke 65’ | Marcatori |  |

| Willstätt 3 ottobre 2021, ore 13:00 CEST 4ª giornata | Sand                   | 0 – 0 referto | Carl Zeiss Jena | Adams Arena (645 spett.)\| Arbitro: \| Michel (Gau-Odernheim) \| |
| Arbitro:                                             | Michel (Gau-Odernheim) |               |                 |                                                                  |

| Arbitro: | Arlt (Greven) |

|                              |           |  |
| Nikolić 15’ Kögel 66’ (rig.) | Marcatori |  |

| Arbitro: | Rafalski (Baunatal) |

|  |           |             |
|  | Marcatori | 34’ Kössler |

| Arbitro: | Wildfeuer (Lubecca) |

|                    |           |  |
| Ulbrich 83’ (rig.) | Marcatori |  |

| Arbitro: | Duske (Leverkusen) |

|                                        |           |                      |
| Berentzen 16’ Wamser 78’ Senß 86’, 89’ | Marcatori | 71’ (rig.) Georgieva |

| Arbitro: | Derlin (Bad Schwartau) |

|  |           |                          |
|  | Marcatori | 75’ Memeti 83’ Vojteková |

| Arbitro: | Westerhoff (Bochum) |

|         |           |  |
| Beck 7’ | Marcatori |  |

| Arbitro: | Wacker (Marbach am Neckar) |

|           |           |              |
| Evels 21’ | Marcatori | 64’ Steinert |

#### Girone di ritorno
| Arbitro: | Joos (Leinfelden-Echterdingen) |

|  |           |                            |
|  | Marcatori | 20’ Martinez 57’ Prašnikar |

| Arbitro: | Diekmann (Dortmund) |

|                                                     |           |  |
| Damnjanović 2’ Bühl 23’ Magull 70’ Viggósdóttir 80’ | Marcatori |  |

| Arbitro: | Joos (Leinfelden-Echterdingen) |

|            |           |                           |
| Browne 17’ | Marcatori | 31’ Janssen 58’ Blomqvist |

| Arbitro: | Heimann (Gladbeck) |

|             |           |                                             |
| Volkmer 55’ | Marcatori | 16’ George 23’ Gentile 86’ Hoppius 88’ Loos |

| Arbitro: | Wacker (Lehrensteinsfeld) |

|                       |           |            |
| Evels 10’ Gentile 29’ | Marcatori | 20’ Bücher |

| Arbitro: | Heidenreich (Sereetz) |

|                              |           |  |
| Kössler 52’ S. Holmgaard 81’ | Marcatori |  |

| Arbitro: | Heimann (Gladbeck) |

|  |           |                      |
|  | Marcatori | 15’ (rig.) Balcerzak |

| Arbitro: | Söder (Ingolstadt) |

|             |           |              |
| Hoppius 49’ | Marcatori | 54’ Endemann |

| Arbitro: | Michel (Gau-Odernheim) |

|                                                                                   |           |                 |
| Vojteková 7’ Kayikçi 10’, 61’ Memeti 12’ Steuerwald 23’ Xhemaili 44’ Hoffmann 87’ | Marcatori | 73’ Brandenburg |

| Arbitro: | Joos (Leinfelden-Echterdingen) |

|                   |           |  |
| Rinast 55’ (rig.) | Marcatori |  |

| Arbitro: | Appelmann (Alzey) |

|                                       |           |                                 |
| Naschenweng 37’ Degen 58’ Hagel 90+3’ | Marcatori | 51’ Pearl 53’ Green 79’ Hoppius |

### DFB-Pokal
| Arbitro: | Diekmann (Dortmund) |

|  |           |           |
|  | Marcatori | 45’ Evels |

| Arbitro: | Hussein (Bad Harzburg) |

|  |           |           |
|  | Marcatori | 10’ Kreil |

| Arbitro: | Rafalski (Baunatal) |

|                                                                     |           |  |
| Janssen 14’ (rig.) Rauch 16’ Smits 64’, 66’ Blomqvist 68’, 85’, 90’ | Marcatori |  |

## Statistiche

### Statistiche di squadra
| Competizione         | Punti | In casa | In casa | In casa | In casa | In casa | In casa | In trasferta | In trasferta | In trasferta | In trasferta | In trasferta | In trasferta | Totale | Totale | Totale | Totale | Totale | Totale | DR  |
| Competizione         | Punti | G       | V       | N       | P       | Gf      | Gs      | G            | V            | N            | P            | Gf           | Gs           | G      | V      | N      | P      | Gf     | Gs     | DR  |
| -------------------- | ----- | ------- | ------- | ------- | ------- | ------- | ------- | ------------ | ------------ | ------------ | ------------ | ------------ | ------------ | ------ | ------ | ------ | ------ | ------ | ------ | --- |
| Frauen-Bundesliga    | 13    | 11      | 2       | 3       | 6       | 6       | 14      | 11           | 1            | 1            | 9            | 10           | 31           | 22     | 3      | 4      | 15     | 16     | 45     | -29 |
| DFB-Pokal der Frauen | -     | -       | -       | -       | -       | -       | -       | 3            | 2            | 0            | 1            | 2            | 7            | 3      | 2      | 0      | 1      | 2      | 7      | -5  |
| Totale               | -     | 11      | 2       | 3       | 6       | 6       | 14      | 14           | 3            | 1            | 10           | 12           | 38           | 25     | 5      | 4      | 16     | 18     | 52     | -34 |

### Andamento in campionato
| Giornata  | 1 | 2  | 3  | 4  | 5  | 6  | 7  | 8  | 9  | 10 | 11 | 12 | 13 | 14 | 15 | 16 | 17 | 18 | 19 | 20 | 21 | 22 |
| --------- | - | -- | -- | -- | -- | -- | -- | -- | -- | -- | -- | -- | -- | -- | -- | -- | -- | -- | -- | -- | -- | -- |
| Luogo     | T | C  | T  | C  | T  | C  | T  | T  | C  | T  | C  | C  | T  | C  | T  | C  | T  | C  | C  | T  | C  | T  |
| Risultato | P | P  | P  | N  | P  | P  | P  | P  | P  | P  | N  | P  | P  | P  | V  | V  | P  | P  | N  | P  | V  | N  |
| Posizione | 8 | 10 | 12 | 10 | 10 | 12 | 12 | 12 | 12 | 12 | 11 | 11 | 11 | 12 | 11 | 11 | 11 | 11 | 11 | 11 | 11 | 11 |

Legenda:

Luogo: C = Casa; T = Trasferta. Risultato: V = Vittoria; N = Pareggio; P = Sconfitta.

### Statistiche delle giocatrici
| Giocatore      | Frauen-Bundesliga | Frauen-Bundesliga | Frauen-Bundesliga | Frauen-Bundesliga | DFB-Pokal der Frauen | DFB-Pokal der Frauen | DFB-Pokal der Frauen | DFB-Pokal der Frauen | Totale   | Totale | Totale      | Totale     |
| Giocatore      | Presenze          | Reti              | Ammonizioni       | Espulsioni        | Presenze             | Reti                 | Ammonizioni          | Espulsioni           | Presenze | Reti   | Ammonizioni | Espulsioni |
| -------------- | ----------------- | ----------------- | ----------------- | ----------------- | -------------------- | -------------------- | -------------------- | -------------------- | -------- | ------ | ----------- | ---------- |
| S. Arnold      | 3                 | 0                 | 0                 | 0                 | -                    | -                    | -                    | -                    | 3        | 0      | 0           | 0          |
| P. Balcerzak   | 19                | 0                 | 4                 | 0                 | 2                    | 0                    | 1                    | 0                    | 21       | 0      | 5           | 0          |
| V. Bissey      | 2                 | 0                 | 0                 | 0                 | -                    | -                    | -                    | -                    | 2        | 0      | 0           | 0          |
| M. Brandenburg | 21                | 1                 | 1                 | 0                 | 3                    | 0                    | 1                    | 0                    | 24       | 1      | 2           | 0          |
| J. Braun       | 1                 | 0                 | 0                 | 0                 | -                    | -                    | -                    | -                    | 1        | 0      | 0           | 0          |
| P. Browne      | 22                | 1                 | 1                 | 0                 | 3                    | 0                    | 1                    | 0                    | 25       | 1      | 2           | 0          |
| V. Bruce       | 22                | 0                 | 4                 | 0                 | 3                    | 0                    | 0                    | 0                    | 25       | 0      | 4           | 0          |
| D. Bruinenberg | 19                | 0                 | 0                 | 0                 | 3                    | 0                    | 0                    | 0                    | 22       | 0      | 0           | 0          |
| S-L. Dübel     | 6                 | -11               | 1                 | 0                 | 0                    | 0                    | 0                    | 0                    | 6        | -11    | 1           | 0          |
| V. Esson       | 4                 | -11               | 0                 | 0                 | 1                    | -7                   | 0                    | 0                    | 5        | -18    | 0           | 0          |
| E. Evels       | 18                | 2                 | 2                 | 1                 | 2                    | 1                    | 1                    | 0                    | 20       | 3      | 3           | 1          |
| M. Gavat       | 6                 | 0                 | 0                 | 0                 | 1                    | 0                    | 0                    | 0                    | 7        | 0      | 0           | 0          |
| N. Gentile     | 21                | 2                 | 5                 | 0                 | 3                    | 0                    | 0                    | 0                    | 24       | 2      | 5           | 0          |
| P. George      | 16                | 1                 | 1                 | 0                 | 2                    | 0                    | 1                    | 0                    | 18       | 1      | 2           | 0          |
| M. Georgieva   | 16                | 1                 | 0                 | 0                 | 3                    | 0                    | 0                    | 0                    | 19       | 1      | 0           | 0          |
| S. Green       | 12                | 1                 | 0                 | 0                 | 2                    | 0                    | 0                    | 0                    | 14       | 1      | 0           | 0          |
| D. Hoppius     | 21                | 4                 | 0                 | 0                 | 3                    | 0                    | 0                    | 0                    | 24       | 4      | 0           | 0          |
| A. Jordan      | 22                | 0                 | 0                 | 0                 | 2                    | 0                    | 1                    | 0                    | 24       | 0      | 1           | 0          |
| L. Kreil       | 14                | 0                 | 0                 | 0                 | 2                    | 1                    | 0                    | 0                    | 16       | 1      | 0           | 0          |
| M. Lohmann     | -                 | -                 | -                 | -                 | -                    | -                    | -                    | -                    | -        | -      | -           | -          |
| C. Loos        | 16                | 1                 | 1                 | 0                 | 2                    | 0                    | 0                    | 0                    | 18       | 1      | 1           | 0          |
| K. McGovern    | 1                 | 0                 | 0                 | 0                 | -                    | -                    | -                    | -                    | 1        | 0      | 0           | 0          |
| J. Pal         | 12                | -23               | 2                 | 0                 | 2                    | 0                    | 0                    | 0                    | 14       | -23    | 2           | 0          |
| S. Pearl       | 5                 | 1                 | 0                 | 0                 | -                    | -                    | -                    | -                    | 5        | 1      | 0           | 0          |
| M. Plasmann    | 19                | 0                 | 1                 | 0                 | 3                    | 0                    | 0                    | 0                    | 22       | 0      | 1           | 0          |
| F. Sakar       | 7                 | 0                 | 1                 | 0                 | 1                    | 0                    | 0                    | 0                    | 8        | 0      | 1           | 0          |
| I. Scheerder   | 0                 | 0                 | 0                 | 0                 | 0                    | 0                    | 0                    | 0                    | 0        | 0      | 0           | 0          |
| L. Triendl     | 20                | 0                 | 3                 | 0                 | 3                    | 0                    | 0                    | 0                    | 23       | 0      | 3           | 0          |